# Mighty Final Fight
Mighty Final Fight – gra komputerowa z gatunku bijatyk (dokładniej – beat’em up) wydana przez Capcom na Nintendo Entertainment System w 1993 roku. Jest to spin-off gry z 1989 roku o nazwie Final Fight. W przeciwieństwie do oryginalnej gry i jej portu na SNES, postacie w tej edycji są przedstawiane w komiksowym stylu przypominającym japoński styl rysowania – super deformed.

## Fabuła
Mighty Final Fight przedstawia tę samą fabułę, co oryginalny Final Fight: Mad Gear Gang – dominujący gang uliczny w Metro City, porywa córkę burmistrza Haggara, Jessicę. Kiedy Haggar dowiaduje się o jej porwaniu, wyrusza na ratunek wraz ze swoimi dwoma przyjaciółmi: Codym, chłopakiem Jessiki, i Guyem, treningowym partnerem Cody'ego. Historia jest przedstawiona w sposób bardziej komiczny w stosunku do oryginalnej gry ze względu na jej satyryczny charakter.

## Rozgrywka
W przeciwieństwie do oryginalnej gry, w Mighty Final Fight można grać tylko w trybie dla jednego gracza, ale w odróżnieniu od portu z konsoli SNES, wszystkie trzy główne postacie z Final Fight są w niej grywalne. Gracz może wybrać pomiędzy Codym, który używa stylu walki łączącego karate i boks, Guyem, mistrzem ninjutsu, lub Haggarem, byłym wrestlerem.
Gra wprowadza system poziomów, w którym gracz otrzymuje punkty doświadczenia za pokonywanie wrogów. Po zgromadzeniu określonej ilości punktów doświadczenia, gracz przechodzi na następny poziom, zwiększając siłę ataku postaci i jej wytrzymałość. Istnieje sześć poziomów doświadczenia; Cody i Guy rozpoczynają grę na pierwszym poziomie, a Haggar – na poziomie trzecim. Gdy postać gracza osiągnie poziom 4., otrzymuje ona dodatkowy, specjalny atak.
W grze istnieje też rozbudowany system ulepszeń. Dzięki ulepszeniom można m.in. zdobyć dodatkowe życie, a nawet dodatkowe szanse pozwalające na kontynuację gry po śmierci bohatera. W grze można również zdobyć broń, ale w przeciwieństwie do oryginału, broń uzależniona jest od tego, którą postacią gracz steruje: Cody może walczyć nożem, Guy – shurikenami, a Haggar – ogromnym młotem.
Gra składa się z pięciu etapów, oraz z dwóch bonusowych rund, gdzie gracz napotka dziecięcych odpowiedników członków Mad Gear Gangu z oryginalnej gry. Finałowym bossem jest zrobotyzowana wersja Belgera z oryginalnego Final Fight.